# Adamiec (nazwisko)
Adamiec (forma żeńska: Adamiec, liczba mnoga: Adamcowie) – polskie nazwisko.

## Etymologia nazwiska
Notowane od 1671 roku. Nazwisko pochodzi prawdopodobnie od imienia Adam (→ Adami–ec). Adam, to imię biblijne występujące w Polsce bardzo często od XII wieku. Geneza imienia nie jest jednoznaczna, być może pochodzi od hebrajskiego adhamah → ziemia lub od sumeryjskiego ada–mu → mój ojciec, albo od akadyjskiego ad–mu → narodzenie, czy też od arabskiego adama → przylgnąć.

## Demografia
Na początku lat 90. XX wieku w Polsce mieszkały 6244 osoby o tym nazwisku, najwięcej w dawnym województwie: katowickim – 1255, kieleckim – 656 i radomskim – 543. W 2002 roku według bazy PESEL mieszkało w Polsce około 5835 osób o nazwisku Adamiec, najwięcej w Warszawie i powiecie kieleckim.